# Alfred Wiener
Alfred Wiener (Potsdam, 16 maart 1885 – Londen, 4 februari 1964) was een Duits publicist van Joodse afkomst die een groot deel van zijn leven wijdde aan het documenteren van antisemitisme en racisme in Duitsland en Europa, en aan het bekend maken van de misdaden van de Duitse nazi-regering. Hij is vooral bekend als oprichter en lange tijd directeur van de Wiener Holocaust Library.

## Biografie
Alfred Wiener werd geboren als zoon van de zakenman Karl Wiener en zakenvrouw Amalie Rosenberg. De familie kwam oorspronkelijk uit Opper-Silezië. Van 1905 tot 1910 studeerde hij geschiedenis, filosofie, joodse theologie en oosterse talen aan de Humboldtuniversiteit te Berlijn en tegelijkertijd aan de Hochschule für die Wissenschaft des Judentums. Hij bracht de jaren 1909-1911 door in het Midden-Oosten, en na nog een jaar studie in Heidelberg promoveerde hij op een thema uit de Arabische literatuur. In de Eerste Wereldoorlog vocht hij als soldaat aan Duitse zijde en kreeg het IJzeren Kruis 2e klasse.
Hij onderkende als een van de eersten de opkomst van extreemrechts, schreef in 1919 al pamfletten om de bevolking te waarschuwen en bouwde in Berlijn een archief op. Vanaf 1919 had hij een hoge functie bij de Centralverein deutscher Staatsbürger jüdischen Glaubens (Centrale Vereniging van Duitse Burgers van Joods Geloof, CV). Al in 1925 identificeerde hij de NSDAP als het grootste gevaar voor de Joden in Duitsland. In 1928 speelde hij een belangrijke rol bij de oprichting van Büro Wilhelmstrasse van de CV, dat nazi-activiteiten documenteerde en anti-nazimateriaal uitbracht tot Hitler in 1933 aan de macht kwam.
Met zijn gezin vluchtte Wiener in 1933 naar Amsterdam, waar zij gingen wonen in de Jan van Eijckstraat 16 hs. Daar richtte hij samen met David Cohen van de Universiteit van Amsterdam het Jewish Central Information Office op, op basis van het archief dat hij al in Berlijn begonnen was. Via een inpandige doorgang was er een verbinding met het buurhuis, waarin Wiener het archief verder uitbouwde. Na de Kristallnacht in november 1938 verhuisde Wiener met de collectie naar Londen. Hij slaagde erin valse Paraguayaanse paspoorten voor zijn gezin te verkrijgen, maar de visa arriveerden pas na de Duitse inval in Nederland in mei 1940.
Wieners vrouw Margarethe Wiener-Saulmann en hun drie dochters Ruth, Eva en Mirjam bleven in Nederland en werden op 20 juni 1943 door de nazi's opgepakt en naar Kamp Westerbork gestuurd. In januari 1944 werd het gezin naar concentratiekamp Bergen-Belsen gedeporteerd. Leden van de familie maakten deel uit van een gevangenenruil aan de Zwitserse grens in januari 1945. Wieners vrouw Margarethe was uitgemergeld door het weggeven van haar rantsoenen aan haar dochters en stierf op 25 januari 1945 in een Zwitsers ziekenhuis. Ruth, Eva en Mirjam gingen aan boord van een Rode Kruis-schip op weg naar New York, waar ze herenigd werden met hun vader.
Wiener bracht het grootste deel van de oorlogsjaren door in de Verenigde Staten, verzamelde materiaal voor het Jewish Central Information Office en werkte voor de Britse en Amerikaanse regering. In 1945 keerde hij terug naar Londen om het Information Office om te vormen tot een bibliotheek, de Wiener Holocaust Library, en centrum voor de wetenschappelijke studie van het nazitijdperk. Zijn werk was van onschatbare waarde voor de inlichtingendiensten en ook later voor de berechting van nazi’s tijdens de processen van Neurenberg.
Wiener werd in 1946 genaturaliseerd tot Brits staatsburger. In 1953 trouwde hij met Lotte Philips. Vanaf het midden van de jaren vijftig reisde hij regelmatig naar Duitsland om groepen jongeren toe te spreken en contact te leggen met christelijke groepen.

## Onderscheidingen
In 1955 ontving Wiener de hoogste burgerlijke onderscheiding van West-Duitsland, het Grootkruis in de Orde van Verdienste (Grosses Verdienstkreuz des Verdienstordens).

## Gedenkstenen
Op 29 december 2023 werden voor het huis Jan van Eijckstraat 16 hs een plaquette en gedenkkassei geplaatst ter herdenking aan het hier door Wiener en Cohen opgerichte Jewish Central Information Office.
In januari 2024 plaatste Gunter Demnig voor het huis drie Stolpersteine, voor Wieners echtgenote Margarethe en voor zijn medewerkers Kurt Zielenziger en Bernhard Krieg, die de oorlog niet hebben overleefd.